# Gmina związkowa Hagenbach
Gmina związkowa Hagenbach (niem. Verbandsgemeinde Hagenbach) – gmina związkowa w Niemczech, w kraju związkowym Nadrenia-Palatynat, w powiecie Germersheim. Siedziba gminy związkowej znajduje się w mieście Hagenbach.

## Podział administracyjny
Gmina związkowa zrzesza cztery gminy, w tym jedną gminę miejską (Stadt) oraz trzy gminy wiejskie:
1. Berg (Pfalz)
2. Hagenbach
3. Neuburg am Rhein
4. Scheibenhardt